# Paul Gogo
Paul Gogo, né le 15 mars 1991 à Saint-Lô, est un journaliste français.

## Biographie
Journaliste indépendant basé en Ukraine à partir de 2014, puis en Russie à partir de 2017, il y est correspondant pour Ouest-France et Libération,. Il écrit également pour Le Monde, La Libre Belgique et L’Express notamment, et intervient régulièrement à la télévision (BFM TV, LCI, France 5, etc.). 
Il publie en 2024 son premier livre racontant son expérience en Russie, titré « Opération spéciale: Dix ans de guerre entre Russie et Ukraine, vus et vécus depuis le Donbass », aux Éditions du Rocher,,.